# Shibam
Shibam (tiếng Ả Rập: شبام) (thường được gọi là Shibam Hadhramaut) là một thị trấn nằm ở huyện Shibam, Hadhramaut, Yemen. Thị trấn có khoảng 7000 dân, nó nổi tiếng với các tòa nhà cao tầng làm từ gạch bùn.

## Lịch sử
Những ghi chép được biết đến đầu tiên về thành phố này từ thế kỷ 3. Nó đã từng là kinh đô của Vương quốc Hadramawt.

## Địa lý
Thị trấn nằm ở khu vực trung tâm phía tây của tỉnh Hadhramaut, trong sa mạc Ramlat al-Sab`atayn. Đường chính nối Sana'a và các thành phố khác của miền tây đến các vùng lãnh thổ Viễn Đông Yemen. Các thị trấn gần nhất là Seiyun, nơi có sân bay Seiyun, và Tarim đều ở phía đông. Một con đường khác, đi từ làng Alajlanya ở phía tây, liên kết Shibam tới Al Mukalla, thủ phủ của tỉnh tọa lạc bên bờ Ấn Độ Dương.

## Kiến trúc
Điều đặc biệt của nó chính là việc các công trình của nó được xây bằng gạch bùn, với khoảng 500 tòa tháp cao từ 5-11 tầng, mỗi tầng có từ một đến hai phòng. Phong cách kiến trúc này đã được sử dụng để bảo vệ người dân khỏi sự tấn công của những người du cư. Trong khi Shibam đã tồn tại ước tính khoảng 1.700 năm, thì hầu hết các ngôi nhà của thành phố được xây dựng từ thế kỷ thứ 16. Nhiều tòa nhà trong số đó đã được xây dựng lại nhiều lần trong vài thế kỷ qua.
Nó thường được gọi là "các tòa nhà chọc trời lâu đời nhất thế giới" và được mệnh danh là "Manhattan của sa mạc", một trong số những ví dụ cổ xưa nhất và tốt nhất của quy hoạch đô thị dựa trên các nguyên tắc xây dựng dọc. Thành phố có một số tòa nhà gạch bùn cao nhất thế giới, với chiều cao trên 30 mét. Để bảo vệ các tòa nhà trước mưa và xói mòn, các bức tường phải được duy trì thường xuyên bằng cách đắp thêm các lớp bùn bên ngoài.
Nằm gần về phía Tarim là cấu trúc cao nhất thung lũng Wadi Hadhramaut, đó là ngọn tháp giáo đường của nhà thờ Hồi giáo Al-Mihdhar cao khoảng 53 mét (175 feet). Đây là ngọn tháp cao nhất ở phía nam bán đảo Ả Rập.
Shibam được công nhận là một Di sản thế giới của UNESCO vào năm 1982, và là di sản đầu tiên của Yemen được công nhận. Tuy nhiên, do các xung đột vũ trang cùng công tác bảo vệ quản lý đang có vấn đề nên Shibam đã bị đưa vào Danh sách di sản thế giới bị đe dọa vào năm 2015.

## Hình ảnh

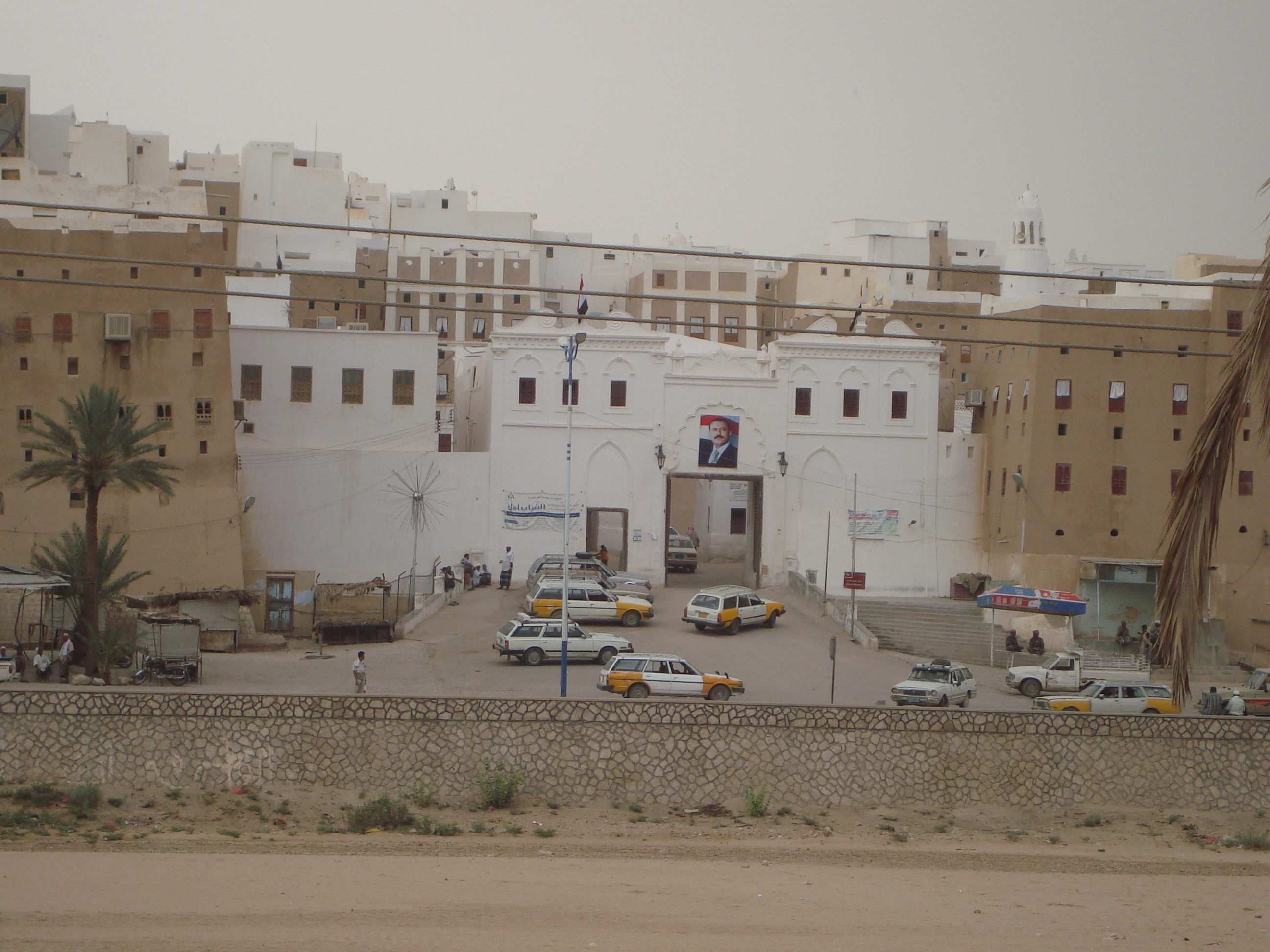
Cổng thành
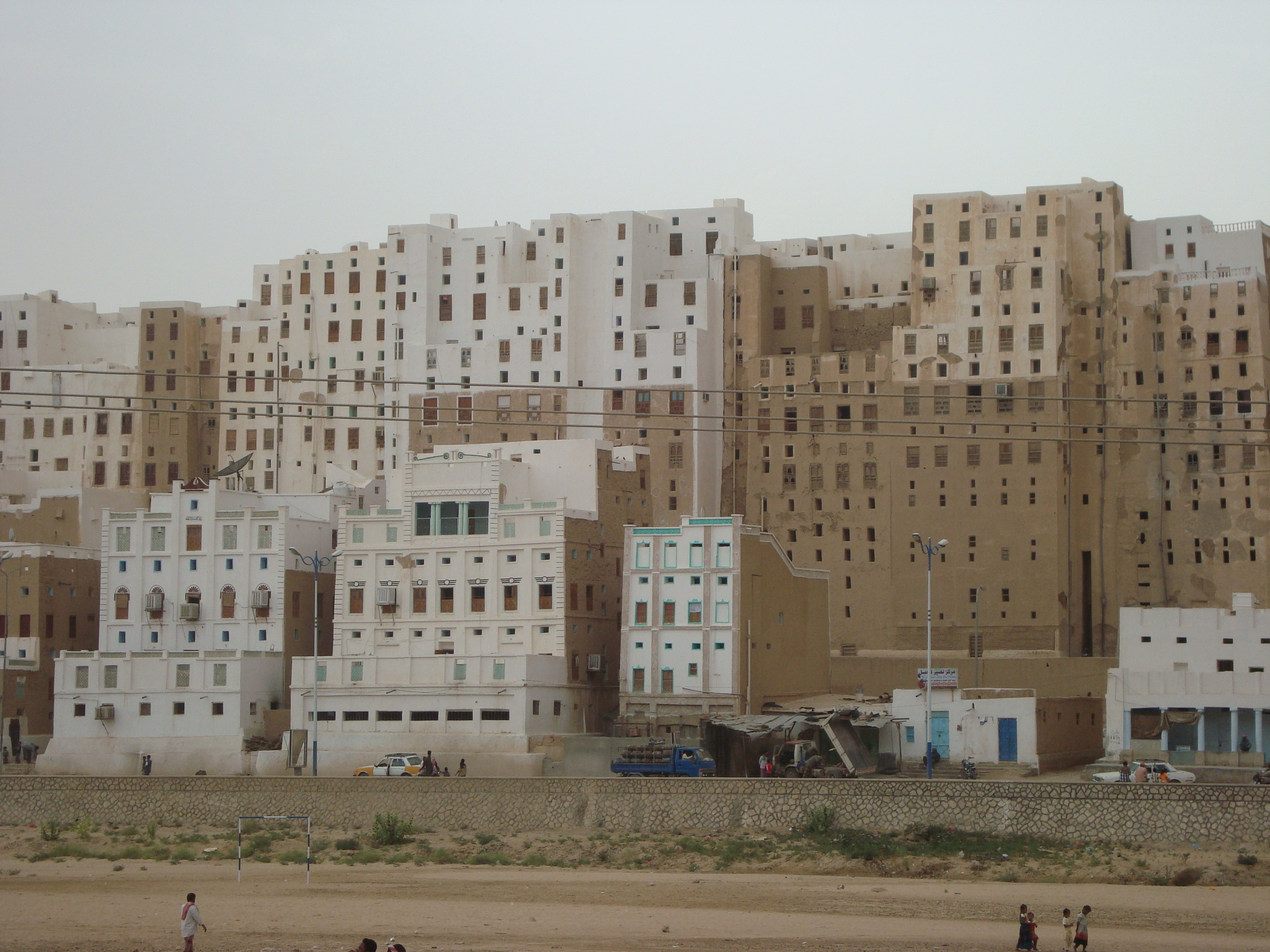
Hình ảnh một số "nhà chọc trời"
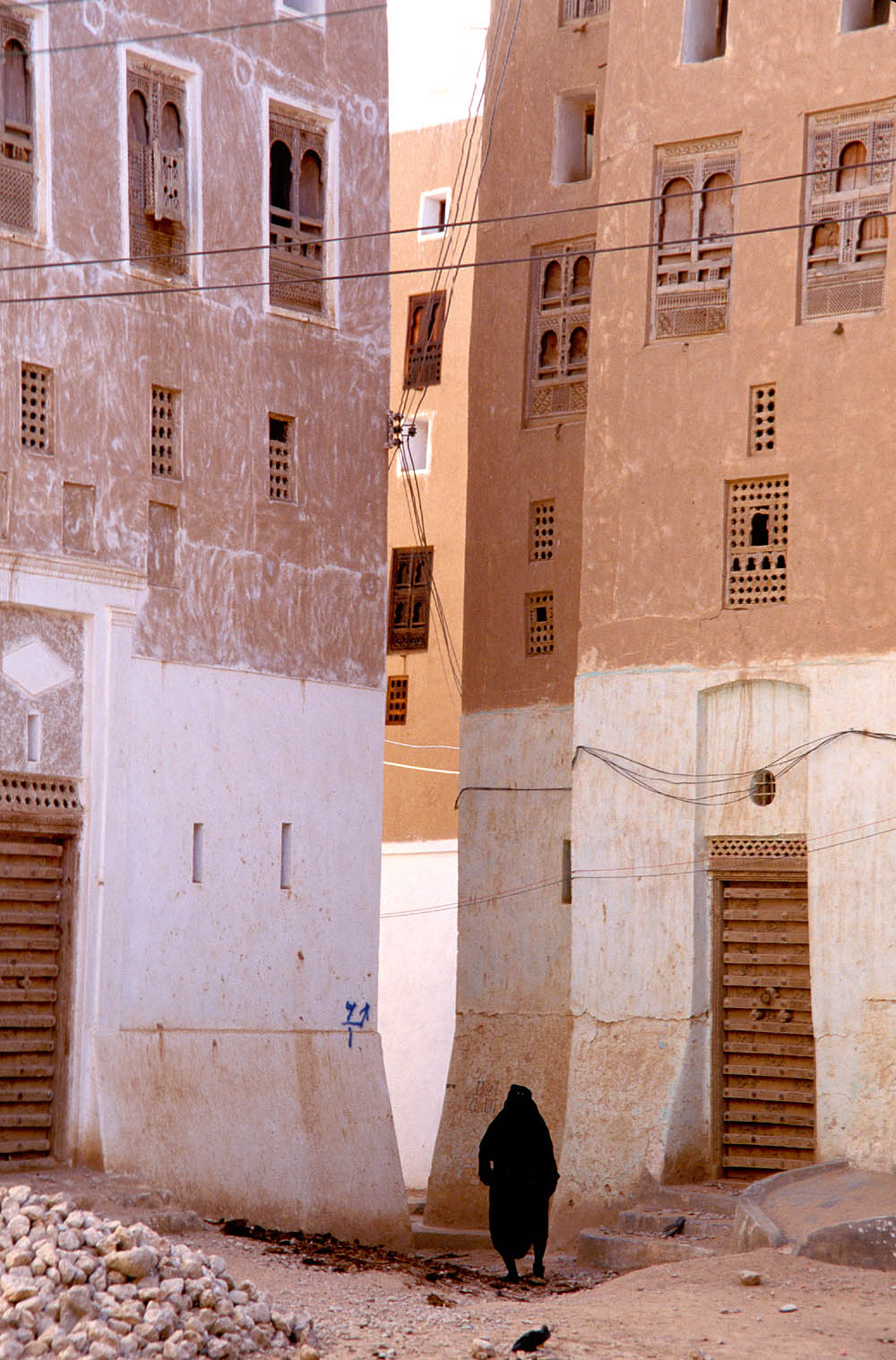
Hai tòa nhà trên một đường phố bên trong thị trấn